# آندریاس مایر (بازیکن فوتبال، زاده ۱۹۸۰)
آندریاس مایر (انگلیسی: Andreas Mayer؛ زادهٔ ۱۵ دسامبر ۱۹۸۰) بازیکن فوتبال اهل آلمان است.
از باشگاه‌هایی که در آن بازی کرده‌است می‌توان به باشگاه فوتبال هوفنهایم و باشگاه فوتبال وی‌اف‌آر آلن اشاره کرد.